# Rhagophthalmus scutellatus
Rhagophthalmus scutellatus är en skalbaggsart som beskrevs av Victor Ivanovitsch Motschulsky 1854. Rhagophthalmus scutellatus ingår i släktet Rhagophthalmus och familjen Rhagophthalmidae. Inga underarter finns listade i Catalogue of Life.